# 1268년

## 연호
- 남송(南宋) 함순(咸淳) 4년
- 몽골 지원(至元) 5년
- 일본(日本) 분에이(文永) 5년
- 쩐 왕조(陳朝) 티에우롱(紹隆) 11년

## 기년
- 남송(南宋) 도종(度宗) 4년
- 고려(高麗) 원종(元宗) 9년
- 몽골 쿠빌라이 칸 9년
- 쩐 왕조(陳朝) 성종(聖宗) 11년

## 사건
- 쿠빌라이 칸, 고려를 통하여 일본에 사절을 보내 통호의 뜻을 전하고 입공을 촉구하였다. 이에 대해 일본 조정측에서는 답신을 보낼 것을 주장하였으나 싯켄(執權)이었던 호조 도키무네는 이를 거부하고 답신도 보내지 않았다.[1]

## 사망
- 고려(高麗)의 무신(武神) 김준(金俊)
- 고려(高麗)의 무신(武臣) 김승준(金承俊)

## 참고 문헌
- 연민수 (1998). 《일본역사》. 보고사. ISBN 89-86142-81-3.